# Sandžásürengín Dzorig
Sandžásürengín Dzorig, cyrilicí Санжаасүрэнгийн Зориг (20. dubna 1962 – 2. října 1998) byl mongolský politik, politický aktivista, který hrál významnou roli v mongolské demokratické revoluci roku 1990. Jeho příznivci mu říkali „Zlatá vlaštovka demokracie“. Po revoluci zůstal politicky angažovaný, ale byl zavražděn za doposud neobjasněných okolností. Po jeho smrti vstoupila do politiky jeho sestra Ojún a založila Stranu občanské vůle navazující na Dzorigův odkaz.

## Život
Dzorigův dědeček byl ruský geograf a etnograf A. D. Simukov, který přišel do Mongolska s expedicí vedenou Pjotrem Kozlovem. Simukov se stal obětí čistek maršála Čojbalsana, takže jeho dcera Dordžpalam vyrůstala jako sirotek v mongolské rodině. Dordžpalam jako studentka medicíny hrála v populárním mongolském filmu Probuzení sovětskou lékařku. Poté se vdala za Burjata Sandžásürena, profesora Mongolské státní univerzity. Dzorig byl druhý z jejich tří dětí.
Od roku 1970 navštěvoval Dzorig ruskojazyčnou střední školu č. 23 v Ulánbátaru. V letech 1980 až 1985 studoval filozofii na moskevské Lomonosovově státní univerzitě v Moskvě. Poté rok působil jako instruktor Mongolské revoluční ligy mládeže v Ulánbátaru  a v roce 1986 se stal aistentem vědeckého komunismu na Mongolské státní univerzitě. Stal se výborným šachistou, působil jako prezident Mongolské šachové federace. V roce 1988 založil skupinu „New Generation“, skupinu mladých disidentů, kteří se věnovali šíření demokracie v Mongolsku.

### Politická kariéra
Jeho rusko-burjatský původ a studium v Moskvě působilo jisté odsunutí mimo střed zbylých politických aktivistů, kteří měli ruský vliv spojený s komunistickou mongolskou vládou. I přesto v letech 1989 a 1990 hrál důležitou roli v demokratizačním procesu Mongolska. 10. prosince 1989, měsíc po pádu Berlínské zdi, se Dzorig účastnil jako vůdce se skupinu 200 aktivistů veřejného protestu požadujícího svobodnou tržní ekonomiku a svobodné volby. Na konci protestu byl ustanoven Mongolský demokratický svazu, v jehož čele stál Dzorig. V lednu 1990 Dzorig a další mongolští demokratičtí disidenti začali organizovat víkendové protesty na Süchbátarově náměstí v centru Ulánbátaru. Protesty začaly v malém, ale na přelomu ledna a února se rozrostly do velkých davů. Napětí se zvýšilo, když se davy zvětšily a komunistická vláda začala zvažovat jejich rozdrcení silou. V jednu chvíli, kdy se demonstranti potýkali s vojáky a vypuknutí násilí se zdálo pravděpodobné, vzal Dzorig megafon, posadil se na ramena přítele a vyzval ke klidu. Násilí bylo zabráněno. Fotografie Dzoriga oslovujícího demonstranty se stal slavným symbolem mongolské mírové revoluce.  V březnu odstoupilo mongolské politbyro a vláda jedné strany v Mongolsku skončila.
V červnu 1990 byl Dzorig zvolen do Velkého lidového churalu a v rámci vstřícných kroků MLRS byl také jmenován předsedou parlamentního výbor pro změnu legislativy. V srpnu 1991 byl jediným prominentním mongolským politikem, který okamžitě odsoudil pokus o puč sovětských zastánců tvrdé linie proti Michailu Gorbačovovi. V dalších volbách roku 1992 byl zvolen do Velkého státního churalu a poté i roku 1996. V roce 1992 zůstal v opozici, ale v roce 1996 se jako člen Demokratické unie dostal do vládnoucí pozice. Tato vláda byla v Mongolsku nekomunistická poprvé od komunistického revoluce v roce 1921. Dzorig začal zpochybňovat tempo uvádění volného trhu po demokratickém převzetí moci, protože předložené reformy se mu nezdály spravedlivé a příliš mnoho Mongolů by poslaly pod hranici chudoby. V roce 1998 se stal mongolským ministrem pro infrastrukturu.
Rok 1998 byl v Mongolsku rokem politické krize. Cachjagín Elbegdordž se stal novým premiérem v dubnu 1998 a v jednom ze svých prvních rozhodnutí prodal státní Banku pro rekonstrukci soukromé bance Golomt, kterou vlastnili mongolští demokraté. Členové Mongolské lidové revoluční strany odešli na protest a bez práceschopné většiny v parlamentu byl Elbegdordž nucen rezignovat. Z neveřejných jednání vyšel Dzorig jako kompromisním kandidát na nového premiéra.  Vyhlášení bylo naplánováno na pondělí 5. října.

### Atentát
Dzorig byl zavražděn v pátek 2. října 1998. Dva útočníci vešli do jeho bytu, svázali jeho přítelkyni Bulgan a čekali. Jakmile Dzorig prošel dveřmi, skočili na něj a šestnáctkrát ho bodli, tří bodné rány zasáhly srdce. Útočníci před útěkem z bytu ukradli z lednice láhev octa a láhev sójové omáčky. Čtyři dny po vraždě Süchbátorovo náměstí zaplnili smuteční hosté, kteří pořádali vzpomínky při svíčkách.  Jeho tělo leželo ve vládní budově do pohřbu ve středu 7. října. Vládní krize trvala další dva měsíce, dokud nebyl Džanlavyn Narancacralt, starosta Ulánbátaru, jmenován novým předsedou vlády v prosinci 1998.
Jeho vražda zůstala nevyřešena 19 let až do prosince 2016, což vedlo ke spekulacím, že někdo, kdo měl zasvěcené znalosti o blížícím se jmenování Dzoriga premiérem, podnikl kroky, aby tomu zabránil. Dzorigova partnerka Bulgan byla podezřelá a byla krátce zadržována policií, ale nikdy nebyla vznesena žádná obvinění.

### Následky
Dzorigova sestra S. Ojún záhy navázala na politický byla zvolena do jeho křesla v mongolském parlamentu brzy po jeho zavraždění. Později působila jako mongolská ministryně zahraničních věcí. Politická strana založená Ojún, Irgení Dzorig nam, tedy Strana občanské vůle, odkazuje na bratrovo jméno.
Sestra Ojún též založila Dzorigovu nadaci v říjnu 1998 krátce po vraždě. Dodnes existuje jako „mongolská nezisková organizace prosazující demokracii prostřednictvím sociálních akcí, aktivit mládeže a programů dobré správy věcí veřejných“.
Dzorigova socha byla postavena v Ulánbátaru, přes ulici od ústřední pošty. Socha směřuje k vládnímu paláci a odkazuje tak k Dzorigově ranní procházce do práce. Květiny jsou k soše kladeny každý rok v den jeho smrti za účasti členů jeho rodiny, přátel, politiků a dalších občanů.

## Soudní líčení vraždy
V prosinci 2016 okresní soud v neveřejném jednání odsoudil tři osoby C. Amgalanbátara, D. Sodnomdardžá a T. Čimgé z vraždy z roku 1998. Po slyšení, které se konalo po dobu 6 týdnů, soudní senát rozhodl o vině. Každý z obžalovaných dostal tresty odnětí svobody v rozmezí 24 až 25 let ve věznici s přísným režimem. V březnu 2017 trestní odvolací soud v Ulánbátaru zamítl odvolání 3 obžalovaných. Odvolací soud potvrdil, že svědectví odsouzených D. Sodnomdardžá a C. Amgalanbátara podaný během vyšetřování ohledně případu a skutečností, stejně jako ručně psaná přiznání B. Sodnomdardžá odpovídá svědectvím příslušných svědků, věcným důkazům z místa případu, záznamům pořízeným během vyšetřování na místě trestného činu, jakož i závěry znalců ohledně ublížení na zdraví oběti.
Poté místopředseda vlády Cendín Ňamdordž, někteří další politici a rodinní příslušníci oběti zpochybnili neveřejnost procesu. V prosinci 2017 mongolský kabinet schválil odtajnění většiny spisu o případu vraždy sestávajícího z 14 926 stran, přičemž 74 stran materiálů mělo zůstat utajeno. Odtajněné dokumenty byly převedeny z Všeobecné zpravodajské služby Mongolska do databáze Archivu trestních případů pod Nejvyšším soudem Mongolska. Motivy zločinu zůstávají nevyřešeny.